# Giampaolo Calanchini
Giampaolo Calanchini (Argenta, 4 febbraio 1937 – Bologna, 19 marzo 2007) è stato uno schermidore italiano, specializzato nella sciabola. Ha vinto una medaglia d'argento ed una di bronzo nella scherma ai Giochi olimpici.

## Palmarès
In carriera ha ottenuto i seguenti risultati:

### Giochi olimpici
Individuale
A squadre
- Argento nella sciabola a Tokyo 1964
- Bronzo nella sciabola a Roma 1960

### Mondiali
Individuale
A squadre
- Argento nella sciabola a Parigi 1965

### Campionati italiani
Individuale
- Oro nella sciabola nel 1969

A squadre